# Фоджа (футбольный клуб)
«Фо́джа» (итал. Calcio Foggia 1920) — итальянский футбольный клуб из одноимённого города, выступающий в Серии C, третьем по силе дивизионе чемпионата Италии.

## История

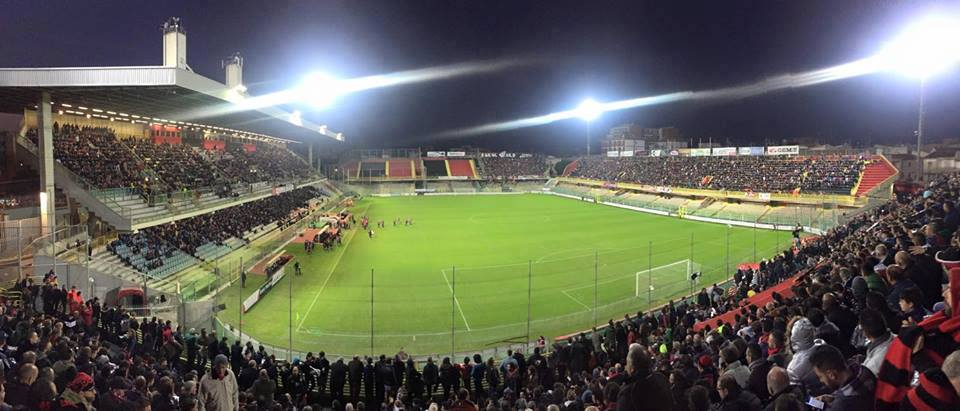
Стадион «Пино Дзаккерия (стадион)

Основан в 1920 году. Домашние матчи проводит на стадионе «Пино Дзаккерия», вмещающем 25 085 зрителей. 
В середине 1960-х «Фоджа» провела три сезона в Серии А, лучшим из которых стал сезон 1964/65 (9-е место). В 1970-е годы клуб трижды выходил в Серию А и трижды из неё вылетал.
«Золотой период» клуба пришёлся на первую половину 1990-х годов и связан с именем тренера Зденека Земана. В те годы клуб отличался зрелищной, атакующей игрой, благодаря которой был в районе 10-го места чемпионата Италии (9-е место в сезоне 1991/92, 11-е место в сезоне 1992/93, 9-е место в сезоне 1993/94). Спад в игре клуба наступил в 1995 году, в котором он вылетел в Серию B, а затем в 1998 году и в Серию С1. С тех пор клубу пока не удавалось вернуться в Серию А, где «Фоджа» суммарно провела 11 сезонов.
Земан возвращался в «Фоджу» в 2010—2011 годах, а с 2021 года 74-летний Зденек вновь возглавил клуб.

## Известные игроки
- Хосе Чамот
- Луис Оливейра
- Франческо Манчини
- Массимо Барбути
- Луиджи Ди Бьяджо
- Массимо Мараццина
- Паоло Орландони
- Флавио Рома
- Джузеппе Синьори
- Невио Скала
- Роберто Де Дзерби
- Эрнан Медфорд
- Брайан Рой
- Игорь Колыванов
- Игорь Шалимов
- Дан Петреску

## Известные тренеры
- Шинезиньо
- Лайош Ковач
- Тарчизио Бурньич
- Джузеппе Гальдеризи
- Джузеппе Джаннини
- Чезаре Мальдини
- Паскуале Марино
- Делио Росси
- Этторе Пуричелли
- Зденек Земан